# Xanthophyto antennalis
Xanthophyto antennalis är en tvåvingeart som först beskrevs av Townsend 1926.  Xanthophyto antennalis ingår i släktet Xanthophyto och familjen parasitflugor. Inga underarter finns listade i Catalogue of Life.